# 回到明朝当王爷之杨凌传
《回到明朝当王爷之杨凌传》（英語：Royal Highness），2018年中国大陆古装剧，故事背景为明朝。本剧改编自月关的网络小说《回到明朝当王爷》，由蒋劲夫、袁冰妍、刘芮麟、柳岩领衔主演，优酷视频于2018年11月1日首播。

## 播出时间
| 频道     | 所在地   | 播映日期      | 播出时间                                                | 备注 |
| -------- | -------- | ------------- | ------------------------------------------------------- | ---- |
| 优酷视频 | 中国大陆 | 2018年11月1日 | VIP会员每周一－周四21:00更新4集，非会员每日21:00更新1集 |      |

## 演员列表

### 主要演员
| 演員   | 角色          | 介紹 | 配音   |
| 蒋劲夫 | 杨凌          | 韓幼娘之夫、雞鳴驛驛丞、東宮侍讀、神機營左哨軍參將、威武伯、內廠提督                                                                                         | 姜广涛 |
| 袁冰妍 | 韩幼娘        | 杨家坪人（因同名村多，因此从地理位置上推测，极有可能是山西） 楊凌之妻，善武，擅长棍法                                                                        | 蔡娜   |
| 刘芮麟 | 朱厚照        | 大明太子，喜歡唐一仙，後為大明正德皇帝 | 马正阳 |
| 柳岩   | 黛樓兒/成绮韵 | 原為江南名妓，被莫清河娶，知道莫清河是杀害弟妹的元凶后，投靠杨凌，但起初不被杨凌所信任，江南粮食一案后，被杨凌升为内厂大档头，喜歡杨凌，足智多谋，毒舌但忠心 | 邱秋   |

### 其他演员
| 演員   | 角色        | 介紹 | 配音   |
| 王紫璇 | 马怜儿      | 鸡鸣驿马驿丞之女，马昂之妹 擅用鞭与弓箭，曾五箭齐发，困住兔子 喜歡楊凌，與楊凌有三年之約。一年後，當再次與楊凌相會時，卻是為了生活而賣貨為生。                                                | 徐佳琦 |
| 金楷杰 | 马昂        | 马怜儿之兄 為了保護小妹，自身進入軍中服役，因與畢春有嫌隙，被降職從事軍中馬夫工作。後為幫楊凌辦案取證，與小妹合謀。                                                                           |        |
| 郝荣光 | 闵文健      | 鸡鸣驿县令 因楊凌的協助，升職到福州任游击将军。 |        |
| 马卫军 | 马驿丞      | 鸡鸣驿驿丞，马昂、马怜儿之父，抵抗鞑靼人，中箭身亡 |        |
| 黑子   | 伯颜        | 蒙古鞑靼部首领。 |        |
| 钟鸣   | 二王子      | 蒙古鞑靼王子。 |        |
| 郭勐   | 王大        | 鸡鸣驿当铺老王头大儿子。 |        |
| 赵慧航 | 王二        | 鸡鸣驿当铺老王头二儿子。 |        |
| 书亚信 | 于永        | 色目人（佛朗机人，即葡萄牙人）本名 冯·依贡·福尔斯泰伯格，前身为锦衣卫千户，后来委事东厂，于杨凌成为内厂提督后投靠杨凌，内厂二档头，杨凌在内厂的帮手。本職為商賈。阿德妮未婚夫。               |        |
| 张思帆 | 伍汉超      | 錦衣衛千戶，後調任內廠幫楊凌 | 郭浩然 |
| 潘严   | 宋小爱      | 少数民族总兵衔、狼兵首领 ，对伍汉超一见钟情 | 唐小喜 |
| 宣璐   | 永福公主    | 弘治皇帝之女，正德皇帝之妹 | 孙璐璐 |
| 黄思涵 | 永淳公主    | 弘治皇帝之女，正德皇帝之妹，永福的妹妹 | 曾蓉   |
| 陈昊宇 | 唐一仙      | 蒔花館歌妓，與玉堂春一同被太子委託楊凌為其贖身後於楊家暫居。因協助楊凌破獲神機營盜賣軍火案，遭叛軍追殺，意外跌落懸崖失蹤。                                                                    |        |
| 陈昊宇 | 花解語      | 雜技團團員，在街邊表演時，因外型神似一仙，被皇帝拉進皇宮"金屋藏嬌"，但意外發現自身只是一仙替代品，神情頹廢自請離宮。                                                                          |        |
| 陈昊宇 | 李鳳姐      | 為代王府王妃娘娘所救,称自己满脸是血躺在河边，不记得之前所发生的事 |        |
| 王俐丹 | 玉堂春/蘇三 | 蒔花館花魁，與唐一仙一同被太子委託楊凌為其贖身後於楊家暫居。之後協助楊凌破獲神機營盜賣軍火案。在唐一仙衣冠塚前，與楊凌結拜為義兄妹。                                                          | 朱袆   |
| 林予晞 | 高文心      | 原為京城女神醫，後因父親高太醫"庸醫誤國"案，遭牽連被貶入教坊司為妓。楊凌因受伍漢超之託，而將其救出教坊司。自此跟隨楊凌，自降為婢，除協助楊凌辦案外,亦是楊凌隨侍大夫，因長時間相處，暗戀楊凌。 | 张凯   |
| 王祉萱 | 银琦公主    | 朵颜三卫的公主 | 王潇倩 |
| 刘奕君 | 弘治皇帝    | 明孝宗朱祐樘 | 严明   |
| 王伟   | 张皇后      | 弘治皇帝的皇后 | 韩啸   |
| 于小慧 | 皇太后      | 明宪宗第二任皇后 |        |
| 梁振伦 | 韓滿倉      | 韓幼娘之弟 | 马斑马 |
| 李沁恩 | 楚玲        | 黛楼儿的婢女 | 吟良犬 |
| 呂豔   | 雲兒        | 楊府丫鬟 |        |
| 秦勇   | 韓武        | 韓幼娘之兄 |        |
| 王嵛   | 羞花        | 花解語之妹。寧王謀士 |        |
| 陳志偉 | 严寬        | 張鶴齡之义弟 |        |
| 张国庆 | 張鶴齡      | 张皇后之兄 |        |
| 李叶青 | 夏皇后      | 正德皇帝的皇后。 |        |
| 宋海颉 | 毕春        | 把总‘游击参将、都司、大反派。為娶得马怜儿，不惜得罪楊凌，與楊凌"誓不兩立"。 | 文森   |
| 张海峰 | 杨泉        | 杨老太爷的三儿子，杨凌堂兄，为人嚣张跋扈，狐假虎威，杖杨凌之名鱼肉乡里 |        |
| 刘晓虎 | 宁王/朱宸濠 | 朱厚照的叔叔 | 张磊   |
| 郭鹏   | 刘大棒槌    | 神机营都司 與楊凌打賭對陣，因兩敗於楊凌，而投於楊凌帳下 |        |
| 刘岳   | 张绣        | 锦衣卫北镇抚司提督指挥使，与王岳狼狈为奸 | 杨天翔 |
| 岳旸   | 王岳        | 司礼监首领太监，内相，反派，最后以发簪自杀 | 郑希   |
| 张野   | 刘瑾        | 朱厚照的贴身太监，八虎之一 弘治駕崩前，攜帶聖旨至神機營搬救兵 |        |
| 董春辉 | 王景隆      | 禮部尚書之子 ，拜王岳为义父，被杨凌所杀 | 苏尚卿 |
| 贺镪   | 王琼        | 禮部尚書 |        |
| 吳利華 | 楊廷和      | 內閣大學士 |        |
| 胡志拥 | 王華        | 禮部侍郎 |        |
| 高超   | 王守仁      | 王華之子 |        |
| 蘇茂   | 李东阳      | 三大学士之首，上书房太傅 |        |
| 韓旭   | 謝遷        | 戶部尚書 |        |
| 王建龙 | 劉健        | 吏部尚書 |        |
| 岳冬峰 | 代王        | 朱厚照的叔叔 |        |
| 蔡佩池 | 馬永成      | 朱厚照的贴身太监，八虎之一 |        |
| 李勇   | 张永        | 朱厚照的贴身太监，八虎之一 |        |
| 戚駿祥 | 谷大用      | 朱厚照的贴身太监，八虎之一 |        |
| 鞠斌   | 袁雄        | 水陆关税镇守太监，龙山卫将领，囤积粮食，倒卖给倭寇 |        |
| 李昕亮 | 莫清河      | 凉茶道镇守太监，相信吃了小孩的脑髓能枯木逢春，重展男人雄风，杀了许多小孩 | 杨天翔 |
| 張莘榮 | 杜清江      | 江南首富 |        |
| 左百學 | 宮本浩      | 倭寇首領 |        |
| 楊名   | 乃美正智    | 倭寇將軍 |        |
| 李昂   | 海狗子      | 海盜頭子。原名文漢成。 |        |
| 王保彥 | 王美人      | 海盜頭子 |        |
| 趙明莉 | 阿德妮      | 被海盜海狗子劫走後贈與楊凌的珍寶。本來是葡萄牙皇家海軍上尉，聖•佛朗西斯科海事學校教官，雅麗•阿德妮男爵。世襲貴族，對軍事、政治以及武器製造都很有研究。于永未婚妻。                            |        |
| 靳夢楠 | 柳緋舞      | 彌勒門殺手。被門主捉住父親要脅代王府刺殺皇上。 |        |
| 文江   | 張寅        | 太原衛指揮使。其實本名李福達暗地裡是彌勒門門主。寧王的秘密組織 |        |
| 鮑青海 | 巴特爾      | 滿都海親衛 |        |
| 王思語 | 滿都海      | 伯顏老婆 |        |

## 电视原声带
| 曲序 | 曲目                 |        | 作曲        | 演唱   |
| ---- | -------------------- | ------ | ----------- | ------ |
| 1.   | 破茧（片头曲）       | 程诗迦 | 程诗迦      | 李琦   |
| 2.   | 若只如初見（片尾曲） | 張贏   | 程詩迦      | 金莎   |
| 3.   | 爱无界（插曲）       | 张赢   | 刘晨野/罗锟 | 刘惜君 |
| 4.   | 夙愿（插曲）         | 胜屿   | 胜屿        | 刘芮麟 |
| 5.   | 紅塵越（插曲）       | 林喬   | 林德龍      | 李煒   |